# Michael Patrick Seiter
Michael Patrick Seiter (* 8. Oktober 1978) ist ein Liechtensteiner Snookerspieler. Nachdem er als 18-Jähriger das Snooker für sich entdeckt hatte, gewann er 2019 gegen Peter Beck in Zürich in der Schweiz die Liechtensteiner Snooker-Meisterschaft. Beruflich arbeitete er als Berater bei einem FDP-Abgeordneten im Deutschen Bundestag. 2024 übernahm er eine ähnliche Stelle für eine Basler Politikerin der Schweizer FDP.Die Liberalen.